# Cass County (Indiana)
Cass County is een county in de Amerikaanse staat Indiana.
De county heeft een landoppervlakte van 1.069 km² en telt 40.930 inwoners (volkstelling 2000). De hoofdplaats is Logansport.